# ٺ
ٺ‬ – litera rozszerzonego alfabetu arabskiego, wykorzystywana w języku sindhi. Używana jest do oznaczenia dźwięku [ʈʰ], tj. spółgłoski zwartej z retrofleksją bezdźwięcznej z przydechem. 

## Postacie litery
| Postać: | izolowana | końcowa | środkowa | początkowa |
| ------- | --------- | ------- | -------- | ---------- |
| Wygląd: | ٺ‬         | ـٺ‬      | ـٺـ‬      | ٺـ‬         |

## Kodowanie
| Znak                   | ٺ                    | ٺ                    |
| ---------------------- | -------------------- | -------------------- |
| Nazwa w Unikodzie      | Arabic Letter Tteheh | Arabic Letter Tteheh |
| Kodowanie              | dziesiątkowo         | szesnastkowo         |
| Unicode                | 1658                 | U+067A               |
| UTF-8                  | 217 186              | d9 ba                |
| Odwołania znakowe SGML | &#1658;              | &#x067A;             |